# Schwende
Schwende est une localité du district de Schwende-Rüte dans le canton d'Appenzell Rhodes-Intérieures en Suisse et un ancien district.

## Géographie
La district de Schwende s'étend sur 57,53 km2. Lors du relevé de 2013-2018, les surfaces d'habitations et d'infrastructures représentaient 2,4 % de sa superficie, les surfaces agricoles 44,5 %, les surfaces boisées 33,3 % et les surfaces improductives 19,8 %.

## Histoire
Les habitants de Schwende ont approuvé le 16 mai 2021, à une majorité des deux tiers, une fusion avec le district de Rüte. Approuvée par la Landsgemeinde le 24 avril 2022, la fusion est entrée  en vigueur le 1er mai 2022 afin de former le district de Schwende-Rüte,,.

## Démographie
Schwende compte 2 254 habitants au 31 décembre 2022 pour une densité de population de 39 hab/km2. Sur la période 2010-2019, sa population a augmenté de 1,7 % (canton : 2,8 % ; Suisse : 9,4 %).